# Adesmia ruiz-lealii
Adesmia ruiz-lealii là một loài thực vật có hoa trong họ Đậu. Loài này được M.N.Correa miêu tả khoa học đầu tiên.